# Centrifuge Accomodations Module

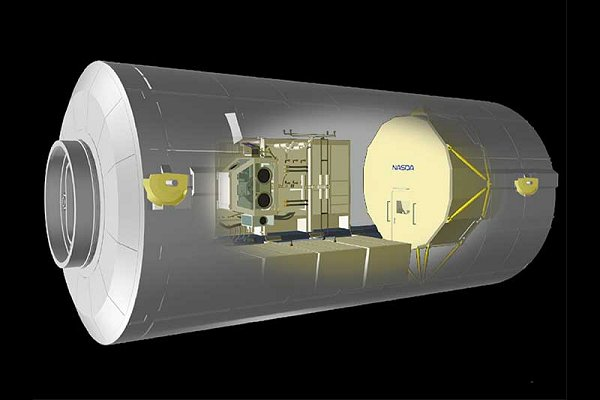
A törölt Centrifuga modul (NASA)

A Centrifuga modul a Nemzetközi Űrállomás mikrogravitációs környezetében és különböző mértékű, centrifugával szimulált gravitációs körülmények között végzett biológiai kísérletekre tervezett egység. A legnagyobb részben (51%) amerikai tulajdonú szerkezetet a Japán Űrügynökség (JAXA) építette. A modult 2005-ben törölték, amikor az STS-114 repülése után a 2010-ig tervezett űrrepülő küldetések számát 28-ról, 16-ra csökkentették.

## A modul fő tervezett kísérleti eszközei
- A kísérleti centrifuga.

A 2,6 m átmérőjű a modul hátsó harmadát elfoglaló centrifuga 0,01-2 G mesterséges gravitáció előállítására lett volna képes. A biológiai kísérleteket kis méretű (maximum 87 kg) mesterséges élőhelyeknek otthont adó rekeszekben (Habitat) helyezték volna el. A centrifugában négy helyen, két szinten, összesen nyolc kísérlet helyezhető el. A centrifuga saját kiegyensúlyozó rendszerrel és az űrállomás mikrogravitációs környezetének zavarását megakadályozó vibrációelnyelő rendszerrel rendelkezik.
- Az élettani kísérleti kesztyűskamra (Life Sciences Glovebox).

A kesztyűskamra egyszerre két kísérleti rekeszt képes befogadni akár egymástól légmentesen elzárt térben is, lehetővé téve hogy egyszerre két fő párhuzamosan dolgozhasson. Képes biztosítani a benne elhelyezett rekeszek gáz, folyadék, elektromos, és adatkapcsolatát az űrállomás rendszereivel, továbbá lehetőséget biztosít kamerák és mérőműszerek rögzítésére. A kamrában lehetőség lenne radioaktív és veszélyes vegyi anyagokkal folytatott munkára is.

## Az egység további sorsa
A 8,5 m hosszú 4,48 m átmérőjű egységet az űrrepülő vitte volna fel az űrállomásra, majd az űrállomás robotkarjával kapcsolták volna a Harmony modul felső csatlakozójára.
A modul jelenleg szabadtéri kiállítási tárgy a Tsukuba űrközpontban Japánban.

## Külső hivatkozások
- spaceref.com  : ISS Elements: Centrifuge Accommodation Module (CAM)[halott link]
- Nasaspaceflight.com Forum : The (cancelled) ISS Centrifuge Accommodations Module.